# Кралство Египет
Кралство Египет (на арабски: المملكة المصرية, египетски арабски: المملكه المصريه, ал-Мамлака ал-Мисрия) е самостоятелна държава, съществуваща в периода от 1922 до 1953 година. След подписването на Англо-египетския договор (1936) става номинално независима държава, но въпреки това британците запазват контрола си върху външните отношения, комуникациите, войските и Англо-египетски Судан.
Правният статут на Египет през XIX век е сложен, поради фактическото му отцепване от Османската империя през 1805 по времето на Мохамед Али паша, поставил начало на династия от управители, които само номинално признават турския султан за сюзерен. След построяването на Суецкия канал се намесват икономическите интереси на европейските сили, и европейското влияние нараства. Нарастват и националистическите настроения и през 1882 г. тогавашният хедив търси военна помощ отвън за потушаване на въстанието, предвождано от Ахмед Араби. Следва окупация от Великобритания, макар и Египет да остава формално част на Османската империя.
Когато на 2 август 1914 г. Османската империя влиза в Първата световна война на страната на Централните сили), Великобритания официално обявява Египет за свой протекторат. Премахва протурския хедив Абас II Хилми. На мястото на досегашния хедиват се създава Египетският султанат, а негов султан става Хюсеин Камил, син на Исмаил паша. Султанатът съществува до 1922 г. като последен султан е Фуад I (брат на Хюсеин Камил).
След приключването на войната движението за независимост се засилва. Националистите постигат мнозинство назначеното Законодателно събрание, а към британския губернатор е отправено искане за независимост. В резултат водачите на парламентарната делегация начело със Саад Заглул са хвърлени в затвора, а през март 1919 г. са изпратени на заточение в Малта. Това запалва искрата на истинска революция. Нейният основен инструмент е гражданското неподчинение на британската окупация. Център на събитията са Кайро и Александрия, където стачкуват студенти и юристи. Спират пощата и телеграфът, трамвайното и железопътното движение. В крайна сметка Великобритания прокламира едностранно независимостта на кралство Египет на 22 февруари 1922 г. като независима конституционна монархия. Британците обаче запазват контрола си върху външните работи, комуникациите, войските и Англо-египетски Судан. През 1923 г. е приета нова конституция. Според нея кралят е начело на изпълнителната власт, а законодателната власт се осъществява от двукамерен парламент. Специален изборен закон дава всеобщо избирателно право за мъжете и непряк избор на депутатите в парламента, а представителите в Сената са наполовина избираеми, наполовина назначаеми. Въпреки това политическите борби продължават, като три основни фактора непрекъснато си оспорват водачеството: политическите партии, кралят и британците, защото страната остава в британската сфера на влияние.
Саад Заглул става министър-председател на Египет, след като неговата националистическа партия Уафд получава голямо болшинство на изборите през 1924 г. През 1936 е сключен Англо-египетски договор, според който Египет става напълно независима държава, но британските войски остават в зоната на Суецкия канал още 20 години, до 1956.
По време на Втората световна война през 1940 г. Италия се присъединява към войната на страната на Германия. Тя притежава две колонии в Африка – Либия и Източна Африка. На 13 септември 1940 г. италианската войска, под командването на маршал Родолфо Грациани, преминава египетската граница и завзема Сиди Барани. На 9 декември британците прогонват италианците от Египет и превземат Киренайка и Източна Либия (заедно с Бардия и Тобрук).